# Beatrice Blackwood
Beatrice Mary Blackwood (3 mai 1889 à Londres – 29 novembre 1975) est une anthropologue et conservatrice de musée anglaise. Elle a dirigé le Pitt River Museum, à Oxford, de 1938 jusqu'à la fin de sa carrière en 1959.

## Études
Beatrice Blackwood commence à étudier l'anglais et la littérature anglaise au Somerville college, une institution de l'université d'Oxford réservée aux femmes, entre 1908 et 1912. Elle retourne à Oxford en 1916 où elle obtient un diplôme d'anthropologie en 1918 et commence à travailler comme assistante de recherches pour Arthur Thompson au département d'anatomie humaine de l'université d'Oxford. Arthur Thompson est alors conservateur au Pitt Rivers Museum.
En 1924, elle gagne une bourse et part trois ans aux États-Unis et au Canada où elle collecte des données anthropométriques sur les communautés africaine-américaines, autochtones, asiatiques et blanches américaines. Le Pitt River Museum possède un grand nombre des objets collectés durant sa mission. Blackwood retourne à Oxford en 1928 où elle est promue au sein du département d'anatomie humaine, puis repart en 1929, cette fois-ci pour 18 mois, dans les îles Salomon, pour étudier la vie locale et continuer à alimenter les collections du musée.
En 1936, à la suite du décès d'Arthur Thompson, elle intègre officiellement le Pitt River Museum et repart dans la foulée pour son deuxième voyage en Mélanésie.
En 1938, elle dirige le musée avec son collègue Tom Pinneman, et ils lancent un projet de systématisation des dossiers d'acquisition du musée, en créant un catalogue de fiches qui enregistrent chaque entrée d'objets. En parallèle, elle continue d'enseigner l'anthropologie et l'archéologie aux étudiants d'Oxford préparant le diplôme d'anthropologie. En 1946, elle est nommée maître de conférences en ethnologie.

## Bourses et récompenses
- 1924 : bourse Laura Spelman Rockefeller. Départ aux États-Unis pendant trois ans.
- 1929 : financement du Conseil national de la recherche à Washington, D.C. Premier séjour aux Îles Salomon et en Papouasie-Nouvelle-Guinée.
- 1943 : médaille du Rivers Memorial pour l'ensemble de ses recherches aux États-Unis et en Mélanésie[4],[5]. Membre de la Folklore Society Council du Council for British Archaeology.
- 1948 : membre de la Society of Antiquaries et Vice-Présidente de la Royal Anthropological Institute.

## Archives et correspondance
Outre la collection des objets relevés par Béatrice Blackwood, il est possible de retrouver sa correspondance avec des chercheurs du monde entier mais aussi des photos et vidéos prises par l'anthropologue aux archives du Pitt River Museum et de l'université d'Oxford,.
Les Archives Nationales australiennes donnent accès numériquement à des documents provenant de ses recherches (1929-1937) dans les îles Salomon et Papouasie-Nouvelle-Guinée dont des dessins d'enfants de l'île Bougainville, des notes de travail, des relevés anthropométriques ainsi qu'une large correspondance avec d'autres chercheurs (1931-1974).